# Yannick Borel
Yannick Philippe André Borel (Pointe-à-Pitre, 1988. november 5. –) olimpiai, világ- és Európa-bajnok francia párbajtőrvívó.